# Брюлар, Рене
Рене Брюлар (фр. René Brülhart; род.  1972, Дюдинген, Швейцария) — швейцарский юрист из Фрибура, который являлся председателем совета директоров Управления финансовой информации Святого Престола. Он первый мирянин, который служил в этой должности.

## Биография
Брюлар вырос в Дюдингене и изучал право в Фрибургском университете с 1993 года по 1997 год. 
До того, как 19 ноября 2014 года Папа Франциск назначил его председателем Управления финансовой информации Святого Престола, он занимал должность директора того же учреждения с ноября 2012 года (назначенного Папой Бенедиктом XVI). 
С 2004 года по 2012 год он возглавлял подразделение финансовой разведки Лихтенштейна, где он был избран на пленарном заседании, в качестве заместителя председателя группы Эгмонт с 2010 по 2012 год.

## Скандальная ситуация
18 ноября 2019 года Рене Брюлар официально ушёл с поста председателя Управления финансовой информации Святого Престола. Хотя было объявлено, что он ушёл в отставку в связи с истечением его пятилетнего срока, тем не менее отставка Брюлара произошла через несколько недель после того, как полиция Ватикана провела обыск в его офисе, а также в офисах других официальных лиц Управления, из-за продолжающегося коррупционного скандала. Один крупный скандал был связан с использованием Денария Святого Петра, который служит благотворительным фондом Папы, для покупки элитной недвижимости в Лондоне ещё в 2012 году, когда Брюлар впервые стал членом Управления. В 2017 году было также признано, что Государственный секретариат Ватикана, который служит центральным бюрократическим аппаратом Ватикана, вёл счета в швейцарских банках, при этом государственный секретарь Пьетро Паролин признал, что эти счета использовались для сокрытия средств на благотворительность, которые использовались для покупки лондонской собственности. И Управление финансовой информации Святого Престола, и Государственный секретариат помогали друг другу в покупке, при этом Управление даже продало Государственному секретариату долю лондонской собственности в 2014 году.
Папа Франциск признал факт расследования во время интервью, когда вылетал в Рим 26 ноября 2019 года. Он также заявил, что проводятся допросы, и было подтверждено, что «в Ватикане также есть коррупция». 27 ноября 2019 года Кармело Барбагалло, ранее занимавший должность главы Управления по надзору Банка Италии, был назначен Папой Франциском на место Брюлара.